# معركة كوبنهاغن (1801)
معركة كوبنهاغن الثانية (أو قصف كوبنهاغن) (16 أغسطس - 5 سبتمبر 1807) كان قصفًا بريطانيًا للعاصمة الدنماركية كوبنهاغن، من أجل الاستيلاء على أسطول دانو النرويجي أو تدميره، خلال فترة الحروب النابليونية. أدى الحادث إلى اندلاع الحرب الإنجليزية الروسية (1807-1812)، والتي انتهت بمعاهدة أوريبرو في عام 1812.
كان أول رد فعل لبريطانيا على نظام نابليون القاري هو شن هجوم بحري كبير على الدنمارك. على الرغم من أن الدنمارك كانت يبدو ظاهريًا أنها محايدة في هذه الحرب، إلا أنها كانت تتعرض لضغوط فرنسية شديدة كي تضع أسطولها تحت تصرف نابليون. في سبتمبر 1807، قصفت البحرية الملكية البريطانية كوبنهاغن، واستولت على الأسطول الدنماركي، وقامت بتأمين الممرات البحرية في بحر الشمال وبحر البلطيق من أجل إبحار سفن الأسطول التجاري البريطاني. كانت نتيجة هذا الهجوم أن الدنمارك انضمت إلى نظام نابليون القاري ووقفت في الحرب إلى جانب فرنسا، وبسبب عدم وجود أسطول فلم يكن لديها الكثير لتقدمه.